# Comuna Petrîmanî, Murovani Kurîlivți
Petrîmanî (în ucraineană Петримани) este o comună în raionul Murovani Kurîlivți, regiunea Vinnița, Ucraina, formată din satele Jîtnîkî și Petrîmanî (reședința).

## Demografie
Componența lingvistică a satului Petrîmanî
     Ucraineană (99,17%)
     Alte limbi (0,83%)
Conform recensământului din 2001, majoritatea populației satului Petrîmanî era vorbitoare de ucraineană (99,17%), existând în minoritate și vorbitori de alte limbi.